# 瓜地馬拉突頜脂鯉
瓜地馬拉突頜脂鯉（学名：Roeboides guatemalensis），為輻鰭魚綱脂鯉目脂鯉亞目脂鯉科的一個種。其种加词“guatemalensis”意为“危地马拉的”。分布於中美洲巴拿馬大西洋岸淡水流域，體長可達13公分，棲息在底中層水域，生活習性不明，可做為觀賞魚。